# 高知県道21号土佐清水宿毛線
高知県道21号土佐清水宿毛線（こうちけんどう21ごう とさしみずすくもせん）は、高知県土佐清水市から宿毛市に至る県道（主要地方道）である。

## 概要
土佐清水市下ノ加江から宿毛市平田町戸内に至る。
幡多郡三原村の村内に国道がない中心部を通る道である。四国八十八箇所巡礼の金剛福寺から延光寺へ向かう遍路道のひとつとなっている。

### 路線データ
- 起点：土佐清水市下ノ加江（国道321号交点）
- 終点：宿毛市平田町戸内（宿毛市平田交差点、国道56号交点）

## 歴史
- 1993年（平成5年）5月11日 - 建設省から、県道土佐清水宿毛線が土佐清水宿毛線として主要地方道に指定される[1]。

## 路線状況

### 重複区間
- 高知県道46号中村宿毛線（幡多郡三原村大字上下長谷  - 幡多郡三原村大字宮ノ川）

### 道路施設

#### トンネル
- 黒川トンネル：延長227 m、1986年（昭和61年）竣工、宿毛市
- 梅ノ木トンネル：延長216 m、1986年（昭和61年）竣工、宿毛市

## 地理

### 通過する自治体
- 土佐清水市
- 幡多郡三原村
- 宿毛市

### 交差する道路
| 交差する道路                                                | 市町村名   | 市町村名   | 交差する場所 | 交差する場所            |
| ----------------------------------------------------------- | ---------- | ---------- | ------------ | ----------------------- |
| 国道321号                                                   | 土佐清水市 | 土佐清水市 | 下ノ加江     | 起点                    |
| 高知県道46号中村宿毛線 重複区間起点                         | 幡多郡     | 三原村     | 大字上下長谷 |                         |
| 高知県道46号中村宿毛線 重複区間終点 高知県道344号宗呂中村線 | 幡多郡     | 三原村     | 大字宮ノ川   |                         |
| 国道56号                                                    | 宿毛市     | 宿毛市     | 平田町戸内   | 宿毛市平田交差点 / 終点 |

### 交差する鉄道
- 土佐くろしお鉄道宿毛線

### 沿線
- 真念庵
- 三原村役場
- 三原村立三原小学校
- 三原村立三原中学校
- 中筋川ダム
- 土佐くろしお鉄道宿毛線 平田駅